# Alain Andji
Alain Andji (Treichville, 10 novembre 1974) è un ex astista ivoriano naturalizzato francese.
È stato medaglia d'oro ai Giochi del Mediterraneo di Bari 1997 e 8º agli Europei indoor di Stoccolma 1996.

## Biografia
Con 5,10 m detiene il primato nazionale di salto con l'asta della Costa d'Avorio, stabilito nel luglio 1992 a Yerres, in Francia, all'età di 18 anni prima di diventare cittadino francese.

## Palmarès
| Anno | Manifestazione          | Sede       | Evento           | Risultato | Prestazione | Note  |
| ---- | ----------------------- | ---------- | ---------------- | --------- | ----------- | ----- |
| 1995 | Mondiali indoor         | Barcellona | Salto con l'asta | 20º (q)   | 5,30 m      |       |
| 1997 | Giochi del Mediterraneo | Bari       | Salto con l'asta | Argento   | 5,70 m      | [ 1 ] |